# Ајл (Минесота)
Ајл (енгл. Isle) град је у америчкој савезној држави Минесота.

## Демографија
По попису из 2010. године број становника је 751, што је 44 (6,2%) становника више него 2000. године.
| Група             | 2000.       | 2010.       |
| Белци             | 613 (86,7%) | 547 (72,8%) |
| Афроамериканци    | 0 (0,0%)    | 0 (0,0%)    |
| Азијати           | 1 (0,1%)    | 1 (0,1%)    |
| Хиспаноамериканци | 3 (0,4%)    | 23 (3,1%)   |
| Укупно            | 707         | 751         |